# Max Planck Florida Institute for Neuroscience
Das Max Planck Florida Institute for Neuroscience (MPFI) ist ein in Jupiter im US-Bundesstaat Florida ansässiges Forschungsinstitut für Neurowissenschaften. Es wurde 2007 als erstes Max-Planck-Institut außerhalb Europas gegründet und 2012 eröffnet.

## Geschichte
Der Senat der Max-Planck-Gesellschaft beschloss im Jahr 2007, ein Max-Planck-Institut in den USA zu gründen. Der Bundesstaat Florida entschied, im nördlichen Palm Beach County die bereits bestehenden Einrichtungen auf dem Gebiet Life Sciences auszubauen. Die Neuansiedlung des MPFI kostete den Bundesstaat, das County und den Ort Jupiter ca. 188 Mio. US-Dollar.
Das Institut wurde im Dezember 2012 fertiggestellt und eingeweiht. Die deutsche Bundesregierung sagte für die Jahre bis 2016 einen jährlichen Beitrag von 10 Millionen US-Dollar zu. Für die restlichen Kosten sollte das Institut selbst aufkommen.

## Gliederung des Instituts
Das Max Planck Florida Institute ist das erste und bisher einzige Forschungsinstitut in Nordamerika, welches neue Wege zu finden sucht, um die Struktur, Funktion und Entwicklung neuraler Netze zu verstehen.
Hierfür bestehen am MPFI neun Studiengruppen. Diese sind:
- Disorders of Neural Circuit Function
- Mechanisms of Synaptic Signaling and Computation
- Functional Architecture and Development of Visual Cortex
- Cellular Basis of Neural Circuit Plasticity
- Digital Neuroanatomy
- Cellular Organization of Cortical Circuit Function
- Development and Function of Inhibitory Neural Circuits
- Neuronal Signals Transduction
- Molecular Mechanisms of Synaptic Function

## Bauten und Haustechnik
Das Max Planck Florida Institute for Neurosciences liegt inmitten des John D. MacArthur Campus der Florida Atlantic University. Das dreigeschossige Gebäude umfasst 9.300 m² Nutzfläche, von denen 5.400 m² als Labore genutzt werden. Die Böden der Labore sind vom Rest des Gebäudes so abgesetzt, dass keine Schwingungen von außen Messungen etc. stören können. Auch für Gastwissenschaftler sind Labore vorgesehen. Das von dem US-amerikanischen Architekturbüro ZGF Architects LLP aus Portland geplante Gebäude enthält eine zentrale dreigeschossige Lobby und einen Vortragssaal mit 100 Sitzplätzen.
Das Gebäude erfüllt die Anforderungen für ein Grünes Gebäude dadurch, dass zum Beispiel die Luftkühlung für die unterschiedlichen Nutzungszonen geregelt werden kann und dass über die mechanischen Räder der Entlüftungsventilatoren Energie zurückgewonnen wird. Weiter wird das aus der Entfeuchtung der Luft gewonnene Kondensat für das Kühlsystem des Instituts verwendet und als letztes werden die Außenanlagen im Campus mit recyceltem Brauchwasser der Stadt Jupiter bewässert.
Die Gebäude des MPFI sind für die Belastungen durch einen Hurrikan der Stärke 4 ausgelegt.